# Erythrina goldmanii
Erythrina goldmanii är en ärtväxtart som beskrevs av Paul Carpenter Standley. Erythrina goldmanii ingår i släktet Erythrina och familjen ärtväxter. Inga underarter finns listade i Catalogue of Life.